# Wereldkampioenschap volleybal vrouwen 2010
Het zestiende wereldkampioenschap volleybal vrouwen vond plaats in Japan van 29 oktober tot en met 14 november 2010. Het kampioenschap werd georganiseerd door de FIVB en er namen 24 landen aan deel die zich, behalve gastland Japan en regerend wereldkampioen Rusland, via kwalificaties plaatsten. De kwalificaties voor het toernooi begonnen op 9 december 2008 en eindigden op 30 augustus 2009.

## Eindronde

### Deelname
| Organiserend land    | Japan      | Afrika (CAVB)                      | Algerije               | Europa (CEV) | Duitsland |
| Wereldkampioen 2006  | Rusland    | Afrika (CAVB)                      | Kenia                  | Europa (CEV) | Italië    |
| Zuid-Amerika (CSV)   | Brazilië   | Noord- en Midden-Amerika (NORCECA) | Canada                 | Europa (CEV) | Kroatië   |
| Zuid-Amerika (CSV)   | Peru       | Noord- en Midden-Amerika (NORCECA) | Costa Rica             | Europa (CEV) | Nederland |
| Azië & Oceanië (AVC) | China      | Noord- en Midden-Amerika (NORCECA) | Cuba                   | Europa (CEV) | Polen     |
| Azië & Oceanië (AVC) | Kazachstan | Noord- en Midden-Amerika (NORCECA) | Dominicaanse Republiek | Europa (CEV) | Servië    |
| Azië & Oceanië (AVC) | Thailand   | Noord- en Midden-Amerika (NORCECA) | Puerto Rico            | Europa (CEV) | Tsjechië  |
| Azië & Oceanië (AVC) | Zuid-Korea | Noord- en Midden-Amerika (NORCECA) | Verenigde Staten       | Europa (CEV) | Turkije   |

### Eerste ronde

#### Groep A
De wedstrijden in deze groep zijn gespeeld in Tokio.
| Eindstand Groep A |            |        |             |             |             |      |      |       |            |            |            |
| #                 | Ploeg      | Punten | Wedstrijden | Wedstrijden | Wedstrijden | Sets | Sets | Sets  | Spelpunten | Spelpunten | Spelpunten |
| #                 | Ploeg      | Punten | G           | W           | V           | W    | V    | Ratio | W          | V          | Ratio      |
| 1                 | Japan      | 10     | 5           | 5           | 0           | 15   | 4    | 3,750 | 461        | 351        | 1,313      |
| 2                 | Servië     | 9      | 5           | 4           | 1           | 13   | 5    | 2,600 | 441        | 378        | 1,167      |
| 3                 | Polen      | 8      | 5           | 3           | 2           | 12   | 6    | 2,000 | 429        | 336        | 1,277      |
| 4                 | Peru       | 7      | 5           | 2           | 3           | 8    | 10   | 0,800 | 379        | 398        | 0,952      |
| 5                 | Costa Rica | 6      | 5           | 1           | 4           | 4    | 12   | 0,333 | 282        | 381        | 0,740      |
| 6                 | Algerije   | 5      | 5           | 0           | 5           | 0    | 15   |       | 227        | 375        | 0,605      |

| Uitslagen Groep A |            |           |            |         |                                   |
| Datum             | Wedstrijd  | Wedstrijd | Wedstrijd  | Uitslag | Setstanden                        |
| 29 oktober        | Peru       | -         | Algerije   | 3 - 0   | 25-16, 25-12, 25-18               |
| 29 oktober        | Servië     | -         | Costa Rica | 3 - 0   | 25-15, 25-18, 25-14               |
| 29 oktober        | Polen      | -         | Japan      | 2 - 3   | 28-26, 25-21, 20-25, 23-25, 12-15 |
| 30 oktober        | Costa Rica | -         | Algerije   | 3 - 0   | 25-18, 25-21, 25-10               |
| 30 oktober        | Servië     | -         | Polen      | 3 - 1   | 19-25, 27-25, 26-24, 25-22        |
| 30 oktober        | Japan      | -         | Peru       | 3 - 1   | 25-15, 25-17, 22-25, 25-14        |
| 31 oktober        | Peru       | -         | Servië     | 1 - 3   | 21-25, 25-16, 21-25, 18-25        |
| 31 oktober        | Polen      | -         | Costa Rica | 3 - 0   | 25-14, 25-12, 25-15               |
| 31 oktober        | Algerije   | -         | Japan      | 0 - 3   | 18-25, 7-25, 14-25                |
| 2 november        | Servië     | -         | Algerije   | 3 - 0   | 25-15, 25-12, 25-21               |
| 2 november        | Polen      | -         | Peru       | 3 - 0   | 25-10, 25-15, 25-16               |
| 2 november        | Costa Rica | -         | Japan      | 0 - 3   | 9-25, 13-25, 8-25                 |
| 3 november        | Peru       | -         | Costa Rica | 3 - 1   | 25-18, 25-18, 32-34, 25-19        |
| 3 november        | Algerije   | -         | Polen      | 0 - 3   | 17-25, 16-25, 12-25               |
| 3 november        | Japan      | -         | Servië     | 3 - 1   | 28-26, 29-27, 18-25, 27-25        |

#### Groep B
De wedstrijden in deze groep zijn gespeeld in Hamamatsu.
| Eindstand Groep B |             |        |             |             |             |      |      |       |            |            |            |
| #                 | Ploeg       | Punten | Wedstrijden | Wedstrijden | Wedstrijden | Sets | Sets | Sets  | Spelpunten | Spelpunten | Spelpunten |
| #                 | Ploeg       | Punten | G           | W           | V           | W    | V    | Ratio | W          | V          | Ratio      |
| 1                 | Brazilië    | 10     | 5           | 5           | 0           | 15   | 2    | 7,500 | 410        | 294        | 1,395      |
| 2                 | Nederland   | 8      | 5           | 3           | 2           | 11   | 6    | 1,833 | 386        | 316        | 1,222      |
| 3                 | Italië      | 8      | 5           | 3           | 2           | 11   | 8    | 1,375 | 417        | 389        | 1,072      |
| 4                 | Tsjechië    | 8      | 5           | 3           | 2           | 11   | 8    | 1,375 | 428        | 402        | 1,065      |
| 5                 | Puerto Rico | 6      | 5           | 1           | 4           | 3    | 12   | 0,250 | 268        | 362        | 0,740      |
| 6                 | Kenia       | 5      | 5           | 0           | 5           | 0    | 15   |       | 229        | 375        | 0,611      |

| Uitslagen Groep B |             |           |             |         |                                   |
| Datum             | Wedstrijd   | Wedstrijd | Wedstrijd   | Uitslag | Setstanden                        |
| 29 oktober        | Brazilië    | -         | Kenia       | 3 - 0   | 25-15, 25-16, 25-11               |
| 29 oktober        | Tsjechië    | -         | Nederland   | 0 - 3   | 24-26, 20-25, 14-25               |
| 29 oktober        | Puerto Rico | -         | Italië      | 0 - 3   | 20-25, 11-25, 18-25               |
| 30 oktober        | Tsjechië    | -         | Brazilië    | 2 - 3   | 25-22, 22-25, 25-23, 20-25, 9-15  |
| 30 oktober        | Kenia       | -         | Puerto Rico | 0 - 3   | 20-25, 23-25, 19-25               |
| 30 oktober        | Nederland   | -         | Italië      | 2 - 3   | 25-18, 21-25, 23-25, 28-26, 12-15 |
| 31 oktober        | Puerto Rico | -         | Tsjechië    | 0 - 3   | 14-25, 14-25, 17-25               |
| 31 oktober        | Italië      | -         | Kenia       | 3 - 0   | 25-9, 25-7, 25-21                 |
| 31 oktober        | Brazilië    | -         | Nederland   | 3 - 0   | 25-19, 25-18, 25-14               |
| 2 november        | Brazilië    | -         | Puerto Rico | 3 - 0   | 25-20, 25-18, 25-20               |
| 2 november        | Nederland   | -         | Kenia       | 3 - 0   | 25-8, 25-14, 25-11                |
| 2 november        | Tsjechië    | -         | Italië      | 3 - 2   | 25-27, 27-29, 25-23, 25-22, 17-15 |
| 3 november        | Puerto Rico | -         | Nederland   | 0 - 3   | 12-25, 13-25, 16-25               |
| 3 november        | Kenia       | -         | Tsjechië    | 0 - 3   | 20-25, 15-25, 20-25               |
| 3 november        | Italië      | -         | Brazilië    | 0 - 3   | 16-25, 19-25, 7-25                |

#### Groep C
De wedstrijden in deze groep zijn gespeeld in Matsumoto.
| Eindstand Groep C |                  |        |             |             |             |      |      |       |            |            |            |
| #                 | Ploeg            | Punten | Wedstrijden | Wedstrijden | Wedstrijden | Sets | Sets | Sets  | Spelpunten | Spelpunten | Spelpunten |
| #                 | Ploeg            | Punten | G           | W           | V           | W    | V    | Ratio | W          | V          | Ratio      |
| 1                 | Verenigde Staten | 10     | 5           | 5           | 0           | 15   | 2    | 7,500 | 426        | 350        | 1,217      |
| 2                 | Duitsland        | 9      | 5           | 4           | 1           | 12   | 3    | 4,000 | 366        | 293        | 1,249      |
| 3                 | Cuba             | 7      | 5           | 2           | 3           | 7    | 11   | 0,636 | 430        | 433        | 0,993      |
| 4                 | Thailand         | 7      | 5           | 2           | 3           | 7    | 10   | 0,700 | 360        | 375        | 0,960      |
| 5                 | Kroatië          | 7      | 5           | 2           | 3           | 6    | 9    | 0,667 | 320        | 356        | 0,899      |
| 6                 | Kazachstan       | 5      | 5           | 0           | 5           | 3    | 15   | 0,200 | 335        | 430        | 0,779      |

| Uitslagen Groep C |                  |           |                  |         |                                   |
| Datum             | Wedstrijd        | Wedstrijd | Wedstrijd        | Uitslag | Setstanden                        |
| 29 oktober        | Duitsland        | -         | Kazachstan       | 3 - 0   | 25-21, 25-14, 25-16               |
| 29 oktober        | Verenigde Staten | -         | Thailand         | 3 - 1   | 23-25, 25-17, 25-17, 25-21        |
| 29 oktober        | Kroatië          | -         | Cuba             | 3 - 0   | 25-23, 34-32, 25-21               |
| 30 oktober        | Verenigde Staten | -         | Kroatië          | 3 - 0   | 25-16, 25-13, 25-23               |
| 30 oktober        | Thailand         | -         | Kazachstan       | 3 - 1   | 25-16, 25-18, 20-25, 25-16        |
| 30 oktober        | Cuba             | -         | Duitsland        | 0 - 3   | 24-26, 17-25, 23-25               |
| 31 oktober        | Kazachstan       | -         | Cuba             | 2 - 3   | 25-20, 15-25, 25-27, 25-23, 10-15 |
| 31 oktober        | Kroatië          | -         | Thailand         | 0 - 3   | 15-25, 14-25, 17-25               |
| 31 oktober        | Duitsland        | -         | Verenigde Staten | 0 - 3   | 23-25, 24-26, 17-25               |
| 2 november        | Kroatië          | -         | Duitsland        | 0 - 3   | 24-26, 18-25, 21-25               |
| 2 november        | Thailand         | -         | Cuba             | 0 - 3   | 19-25, 27-29, 25-27               |
| 2 november        | Verenigde Staten | -         | Kazachstan       | 3 - 0   | 25-17, 25-19, 25-19               |
| 3 november        | Kazachstan       | -         | Kroatië          | 0 - 3   | 19-25, 17-25, 18-25               |
| 3 november        | Duitsland        | -         | Thailand         | 3 - 0   | 25-14, 25-15, 25-10               |
| 3 november        | Cuba             | -         | Verenigde Staten | 1 - 3   | 28-30, 23-25, 25-22, 23-25        |

#### Groep D
De wedstrijden in deze groep zijn gespeeld in Osaka.
| Eindstand Groep D |                        |        |             |             |             |      |      |       |            |            |            |
| #                 | Ploeg                  | Punten | Wedstrijden | Wedstrijden | Wedstrijden | Sets | Sets | Sets  | Spelpunten | Spelpunten | Spelpunten |
| #                 | Ploeg                  | Punten | G           | W           | V           | W    | V    | Ratio | W          | V          | Ratio      |
| 1                 | Rusland                | 10     | 5           | 5           | 0           | 15   | 3    | 5,000 | 440        | 329        | 1,337      |
| 2                 | Zuid-Korea             | 9      | 5           | 4           | 1           | 13   | 5    | 2,600 | 411        | 389        | 1,057      |
| 3                 | Turkije                | 8      | 5           | 3           | 2           | 12   | 11   | 1,091 | 493        | 464        | 1,063      |
| 4                 | China                  | 7      | 5           | 2           | 3           | 7    | 9    | 0,778 | 352        | 336        | 1,048      |
| 5                 | Dominicaanse Republiek | 6      | 5           | 1           | 4           | 6    | 13   | 0,462 | 377        | 445        | 0,847      |
| 6                 | Canada                 | 5      | 5           | 0           | 5           | 3    | 15   | 0,200 | 318        | 428        | 0,743      |

| Uitslagen Groep D |                        |           |                        |         |                                   |
| Datum             | Wedstrijd              | Wedstrijd | Wedstrijd              | Uitslag | Setstanden                        |
| 29 oktober        | Rusland                | -         | Dominicaanse Republiek | 3 - 1   | 21-25, 25-9, 25-17, 25-11         |
| 29 oktober        | Canada                 | -         | Zuid-Korea             | 0 - 3   | 19-25, 19-25, 14-25               |
| 29 oktober        | Turkije                | -         | China                  | 3 - 1   | 19-25, 25-14, 25-20, 25-17        |
| 30 oktober        | Rusland                | -         | Turkije                | 3 - 1   | 25-27, 25-22, 25-11, 25-17        |
| 30 oktober        | Dominicaanse Republiek | -         | Zuid-Korea             | 0 - 3   | 27-29, 23-25, 20-25               |
| 30 oktober        | China                  | -         | Canada                 | 3 - 0   | 25-16, 25-19, 25-10               |
| 31 oktober        | Turkije                | -         | Dominicaanse Republiek | 3 - 2   | 25-20, 25-14, 23-25, 23-25, 17-15 |
| 31 oktober        | Canada                 | -         | Rusland                | 0 - 3   | 13-25, 16-25, 21-25               |
| 31 oktober        | Zuid-Korea             | -         | China                  | 3 - 0   | 25-22, 25-23, 25-23               |
| 2 november        | Turkije                | -         | Canada                 | 3 - 2   | 19-25, 20-25, 25-14, 25-17, 15-8  |
| 2 november        | Rusland                | -         | Zuid-Korea             | 3 - 1   | 25-18, 25-17, 19-25, 25-22        |
| 2 november        | Dominicaanse Republiek | -         | China                  | 0 - 3   | 12-25, 21-25, 14-25               |
| 3 november        | Canada                 | -         | Dominicaanse Republiek | 1 - 3   | 25-21, 26-28, 11-25, 20-25        |
| 3 november        | Zuid-Korea             | -         | Turkije                | 3 - 2   | 16-25, 25-21, 25-21, 19-25, 15-13 |
| 3 november        | China                  | -         | Rusland                | 0 - 3   | 22-25, 17-25, 19-25               |

### Tweede ronde

#### Groep E
De wedstrijden in deze groep zijn gespeeld in Tokio.
| Eindstand Groep E |            |        |             |             |             |      |      |       |            |            |            |
| #                 | Ploeg      | Punten | Wedstrijden | Wedstrijden | Wedstrijden | Sets | Sets | Sets  | Spelpunten | Spelpunten | Spelpunten |
| #                 | Ploeg      | Punten | G           | W           | V           | W    | V    | Ratio | W          | V          | Ratio      |
| 1                 | Rusland    | 14     | 7           | 7           | 0           | 21   | 3    | 7,000 | 600        | 448        | 1,339      |
| 2                 | Japan      | 12     | 7           | 5           | 2           | 17   | 11   | 1,545 | 644        | 616        | 1,045      |
| 3                 | Servië     | 11     | 7           | 4           | 3           | 13   | 12   | 1,083 | 556        | 577        | 0,964      |
| 4                 | Turkije    | 10     | 7           | 3           | 4           | 14   | 13   | 1,077 | 598        | 583        | 1,026      |
| 5                 | Polen      | 10     | 7           | 3           | 4           | 12   | 15   | 0,800 | 612        | 604        | 1,013      |
| 6                 | China      | 10     | 7           | 3           | 4           | 11   | 13   | 0,846 | 543        | 549        | 0,989      |
| 7                 | Zuid-Korea | 10     | 7           | 3           | 4           | 12   | 15   | 0,800 | 569        | 600        | 0,948      |
| 8                 | Peru       | 7      | 7           | 0           | 7           | 3    | 21   | 0,143 | 442        | 587        | 0,753      |

| Uitslagen Groep E |           |           |            |         |                                   |
| Datum             | Wedstrijd | Wedstrijd | Wedstrijd  | Uitslag | Setstanden                        |
| 6 november        | Servië    | -         | Turkije    | 0 - 3   | 19-25, 16-25, 20-25               |
| 6 november        | Peru      | -         | Rusland    | 0 - 3   | 15-25, 15-25, 20-25               |
| 6 november        | Polen     | -         | Zuid-Korea | 3 - 2   | 12-25, 25-17, 25-18, 22-25, 17-15 |
| 6 november        | Japan     | -         | China      | 1 - 3   | 23-25, 23-25, 29-27, 12-25        |
| 7 november        | Peru      | -         | Zuid-Korea | 1 - 3   | 26-24, 15-25, 18-25, 23-25        |
| 7 november        | Servië    | -         | China      | 3 - 1   | 21-25, 25-20, 25-22, 25-22        |
| 7 november        | Polen     | -         | Rusland    | 0 - 3   | 17-25, 21-25, 31-33               |
| 7 november        | Japan     | -         | Turkije    | 3 - 1   | 25-19, 23-25, 25-19, 25-13        |
| 9 november        | Servië    | -         | Rusland    | 0 - 3   | 19-25, 8-25, 12-25                |
| 9 november        | Peru      | -         | Turkije    | 0 - 3   | 15-25, 18-25, 20-25               |
| 9 november        | Polen     | -         | China      | 0 - 3   | 21-25, 23-25, 18-25               |
| 9 november        | Japan     | -         | Zuid-Korea | 3 - 0   | 25-22, 25-17, 25-19               |
| 10 november       | Peru      | -         | China      | 0 - 3   | 17-25, 22-25, 21-25               |
| 10 november       | Servië    | -         | Zuid-Korea | 3 - 0   | 25-17, 25-22, 25-16               |
| 10 november       | Polen     | -         | Turkije    | 3 - 1   | 25-23, 24-26, 27-25, 25-22        |
| 10 november       | Japan     | -         | Rusland    | 1 - 3   | 21-25, 14-25, 25-23, 13-25        |

#### Groep F
De wedstrijden in deze groep zijn gespeeld in Nagoya.
| Eindstand Groep F |                  |        |             |             |             |      |      |       |            |            |            |
| #                 | Ploeg            | Punten | Wedstrijden | Wedstrijden | Wedstrijden | Sets | Sets | Sets  | Spelpunten | Spelpunten | Spelpunten |
| #                 | Ploeg            | Punten | G           | W           | V           | W    | V    | Ratio | W          | V          | Ratio      |
| 1                 | Brazilië         | 14     | 7           | 7           | 0           | 21   | 4    | 5,250 | 607        | 461        | 1,317      |
| 2                 | Verenigde Staten | 12     | 7           | 5           | 2           | 17   | 8    | 2,125 | 605        | 555        | 1,090      |
| 3                 | Duitsland        | 11     | 7           | 4           | 3           | 13   | 10   | 1,300 | 514        | 475        | 1,082      |
| 4                 | Italië           | 11     | 7           | 4           | 3           | 16   | 13   | 1,231 | 668        | 629        | 1,062      |
| 5                 | Cuba             | 10     | 7           | 3           | 4           | 12   | 15   | 0,800 | 604        | 660        | 0,915      |
| 6                 | Nederland        | 9      | 7           | 2           | 5           | 10   | 16   | 0,625 | 553        | 573        | 0,965      |
| 7                 | Thailand         | 9      | 7           | 2           | 5           | 7    | 17   | 0,412 | 470        | 577        | 0,815      |
| 8                 | Tsjechië         | 8      | 7           | 1           | 6           | 7    | 20   | 0,350 | 555        | 646        | 0,859      |

| Uitslagen Groep F |           |           |                  |         |                                   |
| Datum             | Wedstrijd | Wedstrijd | Wedstrijd        | Uitslag | Setstanden                        |
| 6 november        | Nederland | -         | Cuba             | 3 - 1   | 25-12, 22-25, 25-12, 25-20        |
| 6 november        | Tsjechië  | -         | Verenigde Staten | 0 - 3   | 20-25, 20-25, 13-25               |
| 6 november        | Brazilië  | -         | Thailand         | 3 - 0   | 25-19, 25-19, 25-16               |
| 6 november        | Italië    | -         | Duitsland        | 3 - 1   | 22-25, 32-30, 25-8, 25-15         |
| 7 november        | Nederland | -         | Thailand         | 1 - 3   | 15-25, 23-25, 25-15, 24-26        |
| 7 november        | Tsjechië  | -         | Duitsland        | 0 - 3   | 8-25, 17-25, 16-25                |
| 7 november        | Brazilië  | -         | Cuba             | 3 - 1   | 23-25, 25-20, 25-13, 25-18        |
| 7 november        | Italië    | -         | Verenigde Staten | 3 - 1   | 25-16, 24-26, 27-25, 27-25        |
| 9 november        | Tsjechië  | -         | Cuba             | 1 - 3   | 22-25, 30-28, 22-25, 23-25        |
| 9 november        | Brazilië  | -         | Duitsland        | 3 - 0   | 25-16, 25-13, 25-21               |
| 9 november        | Italië    | -         | Thailand         | 3 - 0   | 25-13, 25-12, 25-19               |
| 9 november        | Nederland | -         | Verenigde Staten | 0 - 3   | 17-25, 22-25, 18-25               |
| 10 november       | Tsjechië  | -         | Thailand         | 1 - 3   | 25-16, 18-25, 20-25, 23-25        |
| 10 november       | Brazilië  | -         | Verenigde Staten | 3 - 1   | 25-19, 24-26, 25-19, 25-23        |
| 10 november       | Nederland | -         | Duitsland        | 1 - 3   | 12-25, 14-25, 25-19, 25-27        |
| 10 november       | Italië    | -         | Cuba             | 2 - 3   | 25-16, 24-26, 25-21, 23-25, 22-24 |

### Finale ronde
De wedstrijden van de finale ronde zijn gespeeld in Tokio.

#### Kampioenschap
|  | Halve finale     | Halve finale     |   |                  | Finale           | Finale |
|  |                  |                  |   |                  |                  |        |
|  | 13 november 2010 |                  |   |                  |                  |        |
|  | Rusland          | 3                |   |                  |                  |        |
|  | Verenigde Staten | 1                |   |                  |                  |        |
|  |                  |                  |   |                  |                  |        |
|  |                  |                  |   |                  | 14 november 2010 |        |
|  |                  |                  |   |                  | Rusland          | 3      |
|  |                  | Brazilië         | 2 |                  |                  |        |
|  |                  |                  |   |                  |                  |        |
|  |                  |                  |   |                  | 3e plaats        |        |
|  | 13 november 2010 | 13 november 2010 |   | 14 november 2010 | 14 november 2010 |        |
|  | Brazilië         | 3                |   | Verenigde Staten | 2                |        |
|  | Japan            | 2                |   |                  | Japan            | 3      |

| Datum       | Wedstrijd        | Wedstrijd | Wedstrijd        | Uitslag | Setstanden                        |
| ----------- | ---------------- | --------- | ---------------- | ------- | --------------------------------- |
| 13 november | Rusland          | -         | Verenigde Staten | 3 - 1   | 25-16, 13-25, 25-19, 25-21        |
| 13 november | Brazilië         | -         | Japan            | 3 - 2   | 22-25, 33-35, 25-22, 25-22, 15-11 |
| 14 november | Verenigde Staten | -         | Japan            | 2 - 3   | 25-18, 23-25, 25-21, 19-25, 8-15  |
| 14 november | Rusland          | -         | Brazilië         | 3 - 2   | 21-25, 25-17, 20-25, 25-14, 15-11 |

#### Vijfde tot achtste plaats
|  | 5e-8e plaats     | 5e-8e plaats     |   |                  | 5e plaats        | 5e plaats |
|  |                  |                  |   |                  |                  |           |
|  | 13 november 2010 |                  |   |                  |                  |           |
|  | Servië           | 0                |   |                  |                  |           |
|  | Italië           | 3                |   |                  |                  |           |
|  |                  |                  |   |                  |                  |           |
|  |                  |                  |   |                  | 14 november 2010 |           |
|  |                  |                  |   |                  | Italië           | 3         |
|  |                  | Turkije          | 0 |                  |                  |           |
|  |                  |                  |   |                  |                  |           |
|  |                  |                  |   |                  | 7e plaats        |           |
|  | 13 november 2010 | 13 november 2010 |   | 14 november 2010 | 14 november 2010 |           |
|  | Duitsland        | 2                |   | Servië           | 1                |           |
|  | Turkije          | 3                |   |                  | Duitsland        | 3         |

| Datum       | Wedstrijd | Wedstrijd | Wedstrijd | Uitslag | Setstanden                        |
| ----------- | --------- | --------- | --------- | ------- | --------------------------------- |
| 13 november | Servië    | -         | Italië    | 0 - 3   | 20-25, 15-25, 22-25               |
| 13 november | Duitsland | -         | Turkije   | 2 - 3   | 23-25, 18-25, 25-14, 25-20, 11-15 |
| 14 november | Servië    | -         | Duitsland | 1 - 3   | 25-20, 21-25, 22-25, 23-25        |
| 14 november | Italië    | -         | Turkije   | 3 - 0   | 25-23, 25-20, 25-21               |

#### Negende tot twaalfde plaats
|  | 9e-12e plaats    | 9e-12e plaats    |   |                  | 9e plaats        | 9e plaats |
|  |                  |                  |   |                  |                  |           |
|  | 13 november 2010 |                  |   |                  |                  |           |
|  | Polen            | 3                |   |                  |                  |           |
|  | Nederland        | 2                |   |                  |                  |           |
|  |                  |                  |   |                  |                  |           |
|  |                  |                  |   |                  | 14 november 2010 |           |
|  |                  |                  |   |                  | Polen            | 3         |
|  |                  | China            | 0 |                  |                  |           |
|  |                  |                  |   |                  |                  |           |
|  |                  |                  |   |                  | 11e plaats       |           |
|  | 13 november 2010 | 13 november 2010 |   | 14 november 2010 | 14 november 2010 |           |
|  | Cuba             | 1                |   | Nederland        | 3                |           |
|  | China            | 3                |   |                  | Cuba             | 0         |

| Datum       | Wedstrijd | Wedstrijd | Wedstrijd | Uitslag | Setstanden                       |
| ----------- | --------- | --------- | --------- | ------- | -------------------------------- |
| 13 november | Polen     | -         | Nederland | 3 - 2   | 24-26, 25-22, 25-22, 19-25, 15-9 |
| 13 november | Cuba      | -         | China     | 1 - 3   | 25-16, 22-25, 19-25, 22-25       |
| 14 november | Nederland | -         | Cuba      | 3 - 0   | 32-30, 25-23, 25-17              |
| 14 november | Polen     | -         | China     | 3 - 0   | 25-23, 25-21, 25-22              |

### Eindrangschikking
| Goud   | Rusland                |
| Zilver | Brazilië               |
| Brons  | Japan                  |
| 4      | Verenigde Staten       |
| 5      | Italië                 |
| 6      | Turkije                |
| 7      | Duitsland              |
| 8      | Servië                 |
| 9      | Polen                  |
| 10     | China                  |
| 11     | Nederland              |
| 12     | Cuba                   |
| 13     | Thailand               |
| 13     | Zuid-Korea             |
| 15     | Peru                   |
| 15     | Tsjechië               |
| 17     | Costa Rica             |
| 17     | Dominicaanse Republiek |
| 17     | Kroatië                |
| 17     | Puerto Rico            |
| 21     | Algerije               |
| 21     | Canada                 |
| 21     | Kazachstan             |
| 21     | Kenia                  |

## Kwalificatie
pnt = punten, gw = gewonnen wedstrijden, vw =verloren wedstrijden

### Afrika

#### Tweede ronde
Poule A
| plaats | land     | pnt | gw | vw |
| ------ | -------- | --- | -- | -- |
| 1      | Kameroen | 6   | 3  | 0  |
| 2      | Senegal  | 5   | 2  | 1  |
| 3      | Nigeria  | 4   | 1  | 2  |
| 4      | Botswana | 3   | 0  | 3  |

| datum  | team 1   | eindstand | team 2   | setstanden                       |
| ------ | -------- | --------- | -------- | -------------------------------- |
| 3 juni | Botswana | 0-3       | Senegal  | 14-25, 23-25, 18-25              |
| 4 juni | Nigeria  | 3-2       | Botswana | 25-13, 20-25, 25-14, 22-25, 15-9 |
| 5 juni | Botswana | 0-3       | Kameroen | 14-25, 22-25, 22-25              |
| 5 juni | Senegal  | 3-0       | Nigeria  | 25-22, 25-20, 25-18              |
| 6 juni | Kameroen | 3-0       | Senegal  | 25-21, 25-14, 25-20              |
| 7 juni | Nigeria  | 1-3       | Kameroen | 25-21, 20-25, 15-25, 14-25       |

Poule B
| plaats | land        | pnt | gw | vw |
| ------ | ----------- | --- | -- | -- |
| 1      | Mauritius   | 8   | 4  | 0  |
| 2      | Zuid-Afrika | 7   | 3  | 1  |
| 3      | Mozambique  | 6   | 2  | 2  |
| 4      | Swaziland   | 5   | 1  | 3  |
| 5      | Zimbabwe    | 4   | 0  | 4  |

| datum  | team 1      | eindstand | team 2      | setstanden                 |
| ------ | ----------- | --------- | ----------- | -------------------------- |
| 20 mei | Zimbabwe    | 0-3       | Zuid-Afrika | 15-25, 7-25, 10-25         |
| 20 mei | Swaziland   | 0-3       | Mauritius   | 9-25, 14-25, 5-25          |
| 21 mei | Mauritius   | 3-1       | Zuid-Afrika | 22-25, 25-21, 25-15, 25-21 |
| 21 mei | Swaziland   | 0-3       | Mozambique  | 12-25, 16-25, 11-25        |
| 22 mei | Zuid-Afrika | 3-0       | Swaziland   | 26-24, 25-16, 25-12        |
| 22 mei | Mozambique  | 3-0       | Zimbabwe    | 25-15, 25-10, 25-21        |
| 23 mei | Zimbabwe    | 0-3       | Swaziland   | 15-25, 17-25, 20-25        |
| 23 mei | Mozambique  | 1-3       | Mauritius   | 16-25, 26-24, 22-25, 18-25 |
| 24 mei | Mauritius   | 3-0       | Zimbabwe    | 25-9, 25-18, 25-7          |
| 24 mei | Zuid-Afrika | 3-0       | Mozambique  | 25-15, 28-26, 25-17        |

#### Derde ronde
Poule C
| plaats | land     | pnt | gw | vw |
| ------ | -------- | --- | -- | -- |
| 1      | Kenia    | 6   | 3  | 0  |
| 2      | Tunesië  | 5   | 2  | 1  |
| 3      | Senegal  | 4   | 1  | 2  |
| 4      | Kameroen | 3   | 0  | 3  |

| datum   | team 1   | eindstand | team 2   | setstanden                        |
| ------- | -------- | --------- | -------- | --------------------------------- |
| 10 juli | Tunesië  | 3-2       | Kameroen | 27-25, 18-25, 25-18, 18-25, 16-14 |
| 10 juli | Kenia    | 3-0       | Senegal  | 25-19, 25-20, 25-14               |
| 11 juli | Senegal  | 3-2       | Kameroen | 21-25, 25-22, 25-20, 22-25, 15-13 |
| 11 juli | Kenia    | 3-0       | Tunesië  | 25-18, 25-18, 25-16               |
| 12 juli | Tunesië  | 3-0       | Senegal  | 25-19, 25-17, 25-17               |
| 12 juli | Kameroen | 0-3       | Kenia    | 16-25, 21-25, 19-25               |

Poule D
| plaats | land        | pnt | gw | vw |
| ------ | ----------- | --- | -- | -- |
| 1      | Algerije    | 6   | 3  | 0  |
| 2      | Egypte      | 5   | 2  | 1  |
| 3      | Mauritius   | 4   | 1  | 2  |
| 4      | Zuid-Afrika | 3   | 0  | 3  |

| datum   | team 1      | eindstand | team 2      | setstanden                 |
| ------- | ----------- | --------- | ----------- | -------------------------- |
| 22 juli | Egypte      | 3-0       | Mauritius   | 25-19, 25-14, 25-20        |
| 22 juli | Algerije    | 3-0       | Zuid-Afrika | 25-13, 25-7, 25-22         |
| 23 juli | Zuid-Afrika | 0-3       | Mauritius   | 21-25, 18-25, 16-25        |
| 23 juli | Algerije    | 3-1       | Egypte      | 25-18, 20-25, 25-10, 25-20 |
| 24 juli | Egypte      | 3-1       | Zuid-Afrika | 25-15, 22-25, 25-10, 25-14 |
| 24 juli | Mauritius   | 0-3       | Algerije    | 12-25, 10-25, 8-25         |

### Azië

#### Eerste ronde
Poule A
| plaats | land          | pnt | gw | vw |
| ------ | ------------- | --- | -- | -- |
| 1      | Nieuw-Zeeland | 6   | 3  | 0  |
| 2      | Fiji          | 5   | 2  | 1  |
| 3      | Samoa         | 4   | 1  | 2  |
| 4      | Tonga         | 3   | 0  | 3  |

| datum    | team 1        | eindstand | team 2        | setstanden                        |
| -------- | ------------- | --------- | ------------- | --------------------------------- |
| 20 april | Fiji          | 3-2       | Samoa         | 13-25, 25-17, 14-25, 25-21, 15-10 |
| 21 april | Nieuw-Zeeland | 3-1       | Samoa         | 25-21, 25-23, 20-25, 25-19        |
| 22 april | Tonga         | 0-3       | Samoa         | 20-25, 14-25, 16-25               |
| 22 april | Nieuw-Zeeland | 3-0       | Fiji          | 25-15, 25-16, 25-21               |
| 23 april | Tonga         | 0-3       | Fiji          | 23-25, 23-25, 24-26               |
| 24 april | Tonga         | 0-3       | Nieuw-Zeeland | 15-25, 10-25, 17-25               |

#### Tweede ronde
Poule B
| plaats | land          | pnt | gw | vw |
| ------ | ------------- | --- | -- | -- |
| 1      | Kazachstan    | 4   | 2  | 0  |
| 2      | Oezbekistan   | 3   | 1  | 1  |
| 3      | Nieuw-Zeeland | 2   | 0  | 2  |

| datum   | team 1        | eindstand | team 2        | setstanden          |
| ------- | ------------- | --------- | ------------- | ------------------- |
| 16 juni | Nieuw-Zeeland | 0-3       | Oezbekistan   | 20-25, 17-25, 19-25 |
| 17 juni | Kazachstan    | 3-0       | Nieuw-Zeeland | 25-9, 25-15, 25-18  |
| 18 juni | Oezbekistan   | 0-3       | Kazachstan    | 10-25, 15-25, 9-25  |

Poule C
| plaats | land       | pnt | gw | vw |
| ------ | ---------- | --- | -- | -- |
| 1      | Thailand   | 6   | 3  | 0  |
| 2      | Taiwan     | 5   | 2  | 1  |
| 3      | Fiji       | 4   | 1  | 2  |
| 4      | Bangladesh | 3   | 0  | 3  |

| datum   | team 1     | eindstand | team 2     | setstanden                       |
| ------- | ---------- | --------- | ---------- | -------------------------------- |
| 12 juni | Bangladesh | 0-3       | Taiwan     | 6-25, 6-25, 7-25                 |
| 12 juni | Thailand   | 3-0       | Fiji       | 25-11, 25-11, 25-12              |
| 13 juni | Fiji       | 0-3       | Taiwan     | 18-25, 21-25, 15-25              |
| 13 juni | Thailand   | 3-0       | Bangladesh | 25-1, 25-1, 25-3                 |
| 14 juni | Bangladesh | 0-3       | Fiji       | 4-25, 6-25, 10-25                |
| 14 juni | Taiwan     | 2-3       | Thailand   | 29-27, 15-25, 25-21, 11-25, 9-15 |

#### Derde ronde
Poule D
| plaats | land        | pnt | gw | vw |
| ------ | ----------- | --- | -- | -- |
| 1      | China       | 6   | 3  | 0  |
| 2      | Thailand    | 5   | 2  | 1  |
| 3      | Oezbekistan | 4   | 1  | 2  |
| 4      | Fiji        | 3   | 0  | 3  |

| datum  | team 1   | eindstand | team 2      | setstanden          |
| ------ | -------- | --------- | ----------- | ------------------- |
| 3 juli | Thailand | 3-0       | Oezbekistan | 25-17, 15-10, 25-17 |
| 3 juli | China    | 3-0       | Fiji        | 25-10, 25-12, 25-13 |
| 4 juli | China    | 3-0       | Oezbekistan | 25-5, 25-9, 25-13   |
| 4 juli | Thailand | 3-0       | Fiji        | 25-13, 25-15, 25-15 |
| 5 juli | Fiji     | 0-3       | Oezbekistan | 21-25, 18-25, 23-25 |
| 5 juli | China    | 3-0       | Thailand    | 25-17, 25-22, 25-15 |

Poule E
| plaats | land          | pnt | gw | vw |
| ------ | ------------- | --- | -- | -- |
| 1      | Zuid-Korea    | 6   | 3  | 0  |
| 2      | Kazachstan    | 5   | 2  | 1  |
| 3      | Taiwan        | 4   | 1  | 2  |
| 4      | Nieuw-Zeeland | 3   | 0  | 3  |

| datum       | team 1        | eindstand | team 2        | setstanden                 |
| ----------- | ------------- | --------- | ------------- | -------------------------- |
| 28 augustus | Nieuw-Zeeland | 0-3       | Zuid-Korea    | 8-25, 8-25, 8-25           |
| 28 augustus | Taiwan        | 1-3       | Kazachstan    | 18-25, 16-25, 25-20, 17-25 |
| 29 augustus | Kazachstan    | 1-3       | Zuid-Korea    | 24-26, 25-18, 18-25, 14-25 |
| 29 augustus | Taiwan        | 3-0       | Nieuw-Zeeland | 25-7, 25-11, 25-10         |
| 30 augustus | Kazachstan    | 3-0       | Nieuw-Zeeland | 25-8, 25-8, 25-9           |
| 30 augustus | Taiwan        | 1-3       | Zuid-Korea    | 15-25, 20-25, 25-23, 20-25 |

### Europa

#### Eerste ronde
Poule A
| plaats | land                  | pnt | gw | vw |
| ------ | --------------------- | --- | -- | -- |
| 1      | Hongarije             | 6   | 3  | 0  |
| 2      | Slovenië              | 5   | 2  | 1  |
| 3      | Bosnië en Herzegovina | 4   | 1  | 2  |
| 4      | Oostenrijk            | 3   | 0  | 3  |

| datum      | team 1                | eindstand | team 2                | setstanden                 |
| ---------- | --------------------- | --------- | --------------------- | -------------------------- |
| 9 januari  | Oostenrijk            | 1-3       | Hongarije             | 12-25, 25-19, 10-25, 15-25 |
| 9 januari  | Slovenië              | 3-0       | Bosnië en Herzegovina | 25-22, 25-15, 25-13        |
| 10 januari | Bosnië en Herzegovina | 0-3       | Hongarije             | 17-25, 19-25, 20-25        |
| 10 januari | Slovenië              | 3-0       | Oostenrijk            | 25-20, 25-15, 25-18        |
| 11 januari | Oostenrijk            | 0-3       | Bosnië en Herzegovina | 16-25, 19-25, 25-27        |
| 11 januari | Hongarije             | 3-1       | Slovenië              | 25-22, 21-25, 25-17, 25-19 |

Poule B
| plaats | land                | pnt | gw | vw |
| ------ | ------------------- | --- | -- | -- |
| 1      | Israël              | 6   | 3  | 0  |
| 2      | Portugal            | 5   | 2  | 1  |
| 3      | Verenigd Koninkrijk | 4   | 1  | 2  |
| 4      | Montenegro          | 3   | 0  | 3  |

| datum     | team 1              | eindstand | team 2              | setstanden                       |
| --------- | ------------------- | --------- | ------------------- | -------------------------------- |
| 2 januari | Verenigd Koninkrijk | 2-3       | Portugal            | 25-22, 25-27, 18-25, 27-25, 9-25 |
| 2 januari | Montenegro          | 0-3       | Israël              | 18-25, 15-25, 11-25              |
| 3 januari | Verenigd Koninkrijk | 3-1       | Montenegro          | 26-24, 26-24, 21-25, 25-20       |
| 3 januari | Portugal            | 0-3       | Israël              | 16-25, 18-25, 25-27              |
| 4 januari | Israël              | 3-0       | Verenigd Koninkrijk | 25-12, 26-24, 25-19              |
| 4 januari | Portugal            | 3-0       | Montenegro          | 25-18, 25-20, 25-14              |

Poule C
| plaats | land       | pnt | gw | vw |
| ------ | ---------- | --- | -- | -- |
| 1      | Moldavië   | 6   | 3  | 0  |
| 2      | Estland    | 5   | 2  | 1  |
| 3      | Georgië    | 4   | 1  | 2  |
| 4      | Denemarken | 3   | 0  | 3  |

| datum      | team 1     | eindstand | team 2     | setstanden                       |
| ---------- | ---------- | --------- | ---------- | -------------------------------- |
| 9 januari  | Denemarken | 0-3       | Moldavië   | 10-25, 20-25, 20-25              |
| 9 januari  | Georgië    | 0-3       | Estland    | 17-25, 20-25, 14-25              |
| 10 januari | Georgië    | 3-1       | Denemarken | 25-18, 19-25, 25-23, 25-15       |
| 10 januari | Estland    | 2-3       | Moldavië   | 22-25, 25-14, 25-21, 9-25, 12-15 |
| 11 januari | Moldavië   | 3-0       | Georgië    | 25-9, 25-8, 25-13                |
| 11 januari | Denemarken | 0-3       | Estland    | 14-25, 14-25, 18-25              |

#### Tweede ronde
Poule D
| plaats | land         | pnt | gw | vw |
| ------ | ------------ | --- | -- | -- |
| 1      | Wit-Rusland  | 6   | 3  | 0  |
| 2      | Azerbeidzjan | 5   | 2  | 1  |
| 3      | Israël       | 4   | 1  | 2  |
| 4      | Oekraïne     | 3   | 0  | 3  |

| datum  | team 1       | eindstand | team 2       | setstanden                 |
| ------ | ------------ | --------- | ------------ | -------------------------- |
| 15 mei | Oekraïne     | 0-3       | Wit-Rusland  | 23-25, 26-28, 22-25        |
| 15 mei | Azerbeidzjan | 3-1       | Israël       | 25-14, 21-25, 25-10, 25-13 |
| 16 mei | Oekraïne     | 1-3       | Israël       | 19-25, 19-25, 25-17, 21-25 |
| 16 mei | Wit-Rusland  | 3-0       | Azerbeidzjan | 25-19, 25-22, 31-29        |
| 17 mei | Israël       | 1-3       | Wit-Rusland  | 25-22, 18-25, 23-25, 17-25 |
| 17 mei | Azerbeidzjan | 3-0       | Oekraïne     | 25-16, 26-24, 25-9         |

Poule E
| plaats | land      | pnt | gw | vw |
| ------ | --------- | --- | -- | -- |
| 1      | Kroatië   | 6   | 3  | 0  |
| 2      | België    | 5   | 2  | 1  |
| 3      | Slowakije | 4   | 1  | 2  |
| 4      | Hongarije | 3   | 0  | 3  |

| datum  | team 1    | eindstand | team 2    | setstanden          |
| ------ | --------- | --------- | --------- | ------------------- |
| 15 mei | Kroatië   | 3-0       | Hongarije | 25-14, 25-12, 25-12 |
| 15 mei | België    | 3-0       | Slowakije | 25-23, 25-15, 25-17 |
| 16 mei | Kroatië   | 3-0       | Slowakije | 25-15, 25-20, 25-21 |
| 16 mei | België    | 3-0       | Hongarije | 25-16, 25-18, 25-22 |
| 17 mei | Kroatië   | 3-0       | België    | 25-17, 30-28, 25-17 |
| 17 mei | Slowakije | 3-0       | Hongarije | 25-15, 25-20, 25-20 |

Poule F
| plaats | land      | pnt | gw | vw |
| ------ | --------- | --- | -- | -- |
| 1      | Bulgarije | 8   | 4  | 0  |
| 2      | Tsjechië  | 7   | 3  | 1  |
| 3      | Roemenië  | 6   | 2  | 2  |
| 4      | Albanië   | 5   | 1  | 3  |
| 5      | Moldavië  | 4   | 0  | 4  |

| datum  | team 1    | eindstand | team 2    | setstanden                 |
| ------ | --------- | --------- | --------- | -------------------------- |
| 13 mei | Roemenië  | 1-3       | Tsjechië  | 23-25, 22-25, 25-21, 22-25 |
| 13 mei | Bulgarije | 3-0       | Moldavië  | 25-16, 25-22, 25-13        |
| 14 mei | Moldavië  | 0-3       | Roemenië  | 9-25, 15-25, 15-25         |
| 14 mei | Albanië   | 0-3       | Bulgarije | 10-25, 16-25, 18-25        |
| 15 mei | Tsjechië  | 3-0       | Moldavië  | 25-16, 25-10, 25-15        |
| 15 mei | Roemenië  | 3-0       | Albanië   | 25-11, 25-15, 25-15        |
| 16 mei | Albanië   | 0-3       | Tsjechië  | 16-25, 12-25, 13-25        |
| 16 mei | Bulgarije | 3-1       | Roemenië  | 25-22, 25-16, 26-28, 25-20 |
| 17 mei | Moldavië  | 1-3       | Albanië   | 21-25, 26-24, 23-25, 23-25 |
| 17 mei | Tsjechië  | 1-3       | Bulgarije | 24-26, 28-26, 22-25, 20-25 |

Poule G
| plaats | land        | pnt | gw | vw |
| ------ | ----------- | --- | -- | -- |
| 1      | Spanje      | 8   | 4  | 0  |
| 2      | Frankrijk   | 7   | 3  | 1  |
| 3      | Slovenië    | 6   | 2  | 2  |
| 4      | Griekenland | 5   | 1  | 3  |
| 5      | Finland     | 4   | 0  | 4  |

| datum  | team 1      | eindstand | team 2      | setstanden                        |
| ------ | ----------- | --------- | ----------- | --------------------------------- |
| 13 mei | Spanje      | 3-1       | Griekenland | 25-20, 18-25, 25-20, 25-15        |
| 13 mei | Slovenië    | 3-0       | Finland     | 25-16, 25-17, 25-22               |
| 14 mei | Griekenland | 3-0       | Finland     | 25-19, 25-17, 25-14               |
| 14 mei | Frankrijk   | 3-1       | Slovenië    | 24-26, 25-20, 25-11, 25-20        |
| 15 mei | Frankrijk   | 3-1       | Finland     | 25-22, 25-20, 21-25, 25-14        |
| 15 mei | Slovenië    | 2-3       | Spanje      | 25-19, 24-26, 25-21, 15-25, 8-15  |
| 16 mei | Finland     | 0-3       | Spanje      | 12-25, 5-25, 13-25                |
| 16 mei | Frankrijk   | 3-1       | Griekenland | 23-25, 25-19, 25-23, 25-8         |
| 17 mei | Griekenland | 2-3       | Slovenië    | 25-20, 25-20, 23-25, 16-25, 13-15 |
| 17 mei | Frankrijk   | 2-3       | Spanje      | 25-16, 23-25, 24-26, 25-19, 12-15 |

#### Derde ronde
Poule H
| plaats | land        | pnt | gw | vw |
| ------ | ----------- | --- | -- | -- |
| 1      | Italië      | 6   | 3  | 0  |
| 2      | Tsjechië    | 5   | 2  | 1  |
| 3      | Wit-Rusland | 4   | 1  | 2  |
| 4      | Bulgarije   | 3   | 0  | 3  |

| datum   | team 1      | eindstand | team 2      | setstanden                        |
| ------- | ----------- | --------- | ----------- | --------------------------------- |
| 17 juli | Tsjechië    | 3-1       | Bulgarije   | 21-25, 25-21, 25-23, 25-19        |
| 17 juli | Italië      | 3-0       | Wit-Rusland | 25-13, 25-19, 25-18               |
| 18 juli | Bulgarije   | 1-3       | Wit-Rusland | 25-18, 16-25, 23-25, 22-25        |
| 18 juli | Italië      | 3-0       | Tsjechië    | 26-24, 25-13, 27-25               |
| 19 juli | Wit-Rusland | 1-3       | Tsjechië    | 21-25, 25-21, 18-25, 22-25        |
| 19 juli | Italië      | 3-2       | Bulgarije   | 22-25, 25-22, 19-25, 25-23, 15-10 |

Poule I
| plaats | land     | pnt | gw | vw |
| ------ | -------- | --- | -- | -- |
| 1      | Servië   | 6   | 3  | 0  |
| 2      | Kroatië  | 5   | 2  | 1  |
| 3      | Roemenië | 4   | 1  | 2  |
| 4      | Spanje   | 3   | 0  | 3  |

| datum   | team 1   | eindstand | team 2   | setstanden                        |
| ------- | -------- | --------- | -------- | --------------------------------- |
| 17 juli | Spanje   | 0-3       | Servië   | 15-25, 20-25, 14-25               |
| 17 juli | Kroatië  | 3-1       | Roemenië | 22-25, 25-11, 25-16, 25-6         |
| 18 juli | Servië   | 3-1       | Roemenië | 25-17, 26-28, 25-15, 25-15        |
| 18 juli | Spanje   | 2-3       | Kroatië  | 23-25, 25-14, 25-22, 17-25, 14-16 |
| 19 juli | Roemenië | 3-1       | Spanje   | 15-25, 25-19, 25-20, 25-17        |
| 19 juli | Kroatië  | 1-3       | Servië   | 22-25, 26-24, 17-25, 19-25        |

Poule J
| plaats | land      | pnt | gw | vw |
| ------ | --------- | --- | -- | -- |
| 1      | Turkije   | 6   | 3  | 0  |
| 2      | Polen     | 5   | 2  | 1  |
| 3      | België    | 4   | 1  | 2  |
| 4      | Frankrijk | 3   | 0  | 3  |

| datum   | team 1    | eindstand | team 2    | setstanden                        |
| ------- | --------- | --------- | --------- | --------------------------------- |
| 17 juli | Frankrijk | 0-3       | Turkije   | 18-25, 18-25, 21-25               |
| 17 juli | Polen     | 3-2       | België    | 23-25, 25-14, 25-21, 19-25, 16-14 |
| 18 juli | Turkije   | 3-0       | België    | 25-21, 25-13, 25-18               |
| 18 juli | Polen     | 3-0       | Frankrijk | 25-17, 25-10, 32-30               |
| 19 juli | België    | 3-1       | Frankrijk | 25-19, 25-19, 13-25, 25-19        |
| 19 juli | Polen     | 1-3       | Turkije   | 23-25, 19-25, 25-23, 26-28        |

Poule K
| plaats | land         | pnt | gw | vw |
| ------ | ------------ | --- | -- | -- |
| 1      | Duitsland    | 6   | 3  | 0  |
| 2      | Nederland    | 5   | 2  | 1  |
| 3      | Azerbeidzjan | 4   | 1  | 2  |
| 4      | Slovenië     | 3   | 0  | 3  |

| datum   | team 1       | eindstand | team 2       | setstanden                        |
| ------- | ------------ | --------- | ------------ | --------------------------------- |
| 17 juli | Nederland    | 3-1       | Slovenië     | 25-18, 28-30, 25-19, 25-14        |
| 17 juli | Duitsland    | 3-2       | Azerbeidzjan | 25-18, 25-21, 20-25, 24-26, 15-13 |
| 18 juli | Azerbeidzjan | 0-3       | Nederland    | 20-25, 19-25, 15-25               |
| 18 juli | Slovenië     | 0-3       | Duitsland    | 14-25, 22-25, 23-25               |
| 19 juli | Azerbeidzjan | 3-2       | Slovenië     | 18-25, 25-9, 14-25, 25-18, 15-10  |
| 19 juli | Nederland    | 0-3       | Duitsland    | 23-25, 20-25, 18-25               |

### Noord- en Midden-Amerika

#### Eerste ronde
Poule A
| plaats | land                   | pnt | gw | vw |
| ------ | ---------------------- | --- | -- | -- |
| 1      | Bermuda                | 8   | 4  | 0  |
| 2      | Saint Kitts en Nevis   | 6   | 2  | 2  |
| 3      | Dominica               | 6   | 2  | 2  |
| 4      | Anguilla               | 6   | 2  | 2  |
| 5      | Britse Maagdeneilanden | 4   | 0  | 4  |

| datum    | team 1               | eindstand | team 2               | setstanden                 |
| -------- | -------------------- | --------- | -------------------- | -------------------------- |
| 15 april | Dominica             | 0-3       | Bermuda              | 15-25, 21-25, 18-25        |
| 16 april | GB Maagdeneilanden   | 0-3       | Saint Kitts en Nevis | 10-25, 13-25, 9-25         |
| 16 april | Anguilla             | 1-3       | Dominica             | 21-25, 25-23, 16-25, 25-27 |
| 16 april | Saint Kitts en Nevis | 0-3       | Bermuda              | 14-25, 17-25, 18-25        |
| 17 april | Saint Kitts en Nevis | 1-3       | Anguilla             | 20-25, 25-18, 24-26, 22-25 |
| 17 april | GB Maagdeneilanden   | 0-3       | Bermuda              | 5-25, 9-25, 15-25          |
| 18 april | GB Maagdeneilanden   | 0-3       | Anguilla             | 11-25, 16-25, 11-25        |
| 18 april | Saint Kitts en Nevis | 3-0       | Dominica             | 25-15, 25-21, 25-16        |
| 19 april | Anguilla             | 0-3       | Bermuda              | 10-25, 18-25, 18-25        |
| 19 april | GB Maagdeneilanden   | 0-3       | Dominica             | 10-25, 15-25, 5-25         |

Poule B
| plaats | land                           | pnt | gw | vw |
| ------ | ------------------------------ | --- | -- | -- |
| 1      | Saint Lucia                    | 6   | 3  | 0  |
| 2      | Antigua en Barbuda             | 5   | 2  | 1  |
| 3      | Saint Vincent en de Grenadines | 4   | 1  | 2  |
| 4      | Grenada                        | 3   | 0  | 3  |

| datum    | team 1             | eindstand | team 2                 | setstanden                 |
| -------- | ------------------ | --------- | ---------------------- | -------------------------- |
| 27 maart | Antigua en Barbuda | 3-0       | St. Vincent/Grenadines | 25-12, 25-15, 25-7         |
| 27 maart | Saint Lucia        | 3-0       | Grenada                | 25-15, 25-14, 25-9         |
| 28 maart | Grenada            | 0-3       | Antigua en Barbuda     | 13-25, 13-25, 14-25        |
| 28 maart | Saint Lucia        | 3-0       | St. Vincent/Grenadines | 29-27, 25-8, 25-14         |
| 29 maart | Grenada            | 0-3       | St. Vincent/Grenadines | 21-25, 23-25, 13-25        |
| 29 maart | Saint Lucia        | 3-1       | Antigua en Barbuda     | 22-25, 25-13, 25-15, 25-13 |

#### Tweede ronde
Poule C
Gastplaats: Port of Spain, Trinidad en Tobago
Groep A
| plaats | land                        | pnt | gw | vw |
| ------ | --------------------------- | --- | -- | -- |
| 1      | Trinidad en Tobago          | 4   | 2  | 0  |
| 2      | Amerikaanse Maagdeneilanden | 3   | 1  | 1  |
| 3      | Aruba                       | 2   | 0  | 2  |

| datum  | team 1             | eindstand | team 2             | setstanden          |
| ------ | ------------------ | --------- | ------------------ | ------------------- |
| 2 juni | US Maagdeneilanden | 3-0       | Aruba              | 25-19, 29-27, 25-11 |
| 3 juni | US Maagdeneilanden | 0-3       | Trinidad en Tobago | 23-25, 12-25, 8-25  |
| 4 juni | Trinidad en Tobago | 3-0       | Aruba              | 25-12, 25-8, 25-9   |

Groep B
| plaats | land                 | pnt | gw | vw |
| ------ | -------------------- | --- | -- | -- |
| 1      | Nederlandse Antillen | 4   | 2  | 0  |
| 2      | Bermuda              | 3   | 1  | 1  |
| 3      | Suriname             | 2   | 0  | 2  |

| datum  | team 1               | eindstand | team 2   | setstanden                        |
| ------ | -------------------- | --------- | -------- | --------------------------------- |
| 2 juni | Suriname             | 0-3       | Bermuda  | 18-25, 22-25, 22-25               |
| 3 juni | Nederlandse Antillen | 3-1       | Suriname | 26-28, 25-16, 25-20, 25-17        |
| 4 juni | Nederlandse Antillen | 3-2       | Bermuda  | 25-21, 20-25, 21-25, 28-26, 15-13 |

Halve finales
| datum  | team 1             | eindstand | team 2               | setstanden                        |
| ------ | ------------------ | --------- | -------------------- | --------------------------------- |
| 5 juni | US Maagdeneilanden | 2-3       | Nederlandse Antillen | 14-25, 25-20, 25-21, 23-25, 10-15 |
| 5 juni | Trinidad en Tobago | 3-0       | Bermuda              | 25-16, 25-11, 25-12               |

Classificatie
| datum  | team 1             | eindstand | team 2               | setstanden                       |
| ------ | ------------------ | --------- | -------------------- | -------------------------------- |
| 6 juni | Aruba              | 0-3       | Suriname             | 10-25, 20-25, 13-25              |
| 6 juni | US Maagdeneilanden | 3-2       | Bermuda              | 27-25, 25-21, 13-25, 10-25, 15-6 |
| 6 juni | Trinidad en Tobago | 3-0       | Nederlandse Antillen | 25-16, 25-15, 25-11              |

Poule D
Gastplaats: Bridgetown, Barbados
Groep A
| plaats | land     | pnt | gw | vw |
| ------ | -------- | --- | -- | -- |
| 1      | Barbados | 4   | 2  | 0  |
| 2      | Bahama's | 3   | 1  | 1  |
| 3      | Haïti    | 2   | 0  | 2  |

| datum   | team 1   | eindstand | team 2   | setstanden                        |
| ------- | -------- | --------- | -------- | --------------------------------- |
| 10 juni | Barbados | 3-0       | Haïti    | 25-14, 26-24, 25-14               |
| 11 juni | Bahama's | 3-2       | Haïti    | 25-23, 25-21, 22-25, 22-25, 15-11 |
| 12 juni | Barbados | 3-2       | Bahama's | 22-25, 25-18, 26-24, 23-25, 15-7  |

Groep B
| plaats | land            | pnt | gw | vw |
| ------ | --------------- | --- | -- | -- |
| 1      | Jamaica         | 4   | 2  | 0  |
| 2      | Saint Lucia     | 3   | 1  | 1  |
| 3      | Kaaimaneilanden | 2   | 0  | 2  |

| datum   | team 1          | eindstand | team 2          | setstanden          |
| ------- | --------------- | --------- | --------------- | ------------------- |
| 10 juni | Jamaica         | 3-0       | Saint Lucia     | 25-15, 25-23, 25-21 |
| 11 juni | Kaaimaneilanden | 0-3       | Saint Lucia     | 17-25, 15-25, 23-25 |
| 12 juni | Jamaica         | 3-0       | Kaaimaneilanden | 25-7, 25-19, 25-15  |

Halve finales
| datum   | team 1   | eindstand | team 2      | setstanden                        |
| ------- | -------- | --------- | ----------- | --------------------------------- |
| 13 juni | Jamaica  | 3-0       | Bahama's    | 25-23, 25-9, 25-13                |
| 13 juni | Bahama's | 3-2       | Saint Lucia | 25-15, 21-25, 25-27, 25-19, 18-16 |

Classificatie
| datum   | team 1   | eindstand | team 2          | setstanden                       |
| ------- | -------- | --------- | --------------- | -------------------------------- |
| 13 juni | Haïti    | 3-0       | Kaaimaneilanden | 25-18, 25-21, 25-9               |
| 14 juni | Bahama's | 3-0       | Saint Lucia     | 26-24, 25-14, 25-21              |
| 14 juni | Jamaica  | 2-3       | Barbados        | 14-25, 23-25, 25-22, 25-23, 8-15 |

Poule E
| plaats | land        | pnt | gw | vw |
| ------ | ----------- | --- | -- | -- |
| 1      | Guatemala   | 10  | 5  | 0  |
| 2      | Nicaragua   | 9   | 4  | 1  |
| 3      | Panama      | 8   | 3  | 2  |
| 4      | El Salvador | 7   | 2  | 3  |
| 5      | Honduras    | 6   | 1  | 4  |
| 6      | Belize      | 5   | 0  | 5  |

| datum       | team 1      | eindstand | team 2      | setstanden                 |
| ----------- | ----------- | --------- | ----------- | -------------------------- |
| 9 december  | Guatemala   | 3-0       | Honduras    | 25-12, 25-11, 25-15        |
| 9 december  | Belize      | 0-3       | El Salvador | 17-25, 16-25, 20-25        |
| 9 december  | Panama      | 0-3       | Nicaragua   | 22-25, 14-25, 9-25         |
| 10 december | Honduras    | 0-3       | El Salvador | 18-25, 19-25, 22-25        |
| 10 december | Guatemala   | 3-0       | Panama      | 25-20, 25-21, 25-11        |
| 10 december | Nicaragua   | 3-0       | Belize      | 25-15, 25-13, 25-10        |
| 11 december | Belize      | 0-3       | Guatemala   | 13-25, 16-25, 19-25        |
| 11 december | Panama      | 3-1       | Honduras    | 25-21, 24-26, 25-20, 25-11 |
| 11 december | El Salvador | 0-3       | Nicaragua   | 18-25, 9-25, 18-25         |
| 12 december | Panama      | 3-0       | Belize      | 25-19, 25-18, 25-13        |
| 12 december | Guatemala   | 3-0       | El Salvador | 25-14, 25-23, 25-18        |
| 12 december | Honduras    | 0-3       | Nicaragua   | 12-25, 12-25, 13-25        |
| 13 december | El Salvador | 0-3       | Panama      | 14-25, 24-26, 19-25        |
| 13 december | Belize      | 1-3       | Honduras    | 25-18, 24-26, 16-25, 16-25 |
| 13 december | Nicaragua   | 1-3       | Guatemala   | 25-11, 20-25, 24-26, 21-25 |

#### Derde ronde
Poule F
| plaats | land               | pnt | gw | vw |
| ------ | ------------------ | --- | -- | -- |
| 1      | Cuba               | 6   | 3  | 0  |
| 2      | Trinidad en Tobago | 5   | 2  | 1  |
| 3      | Nicaragua          | 4   | 1  | 2  |
| 4      | Guatemala          | 3   | 0  | 3  |

| datum   | team 1             | eindstand | team 2             | setstanden                 |
| ------- | ------------------ | --------- | ------------------ | -------------------------- |
| 21 juni | Trinidad en Tobago | 3-0       | Guatemala          | 25-22, 25-21, 25-12        |
| 21 juni | Cuba               | 3-0       | Nicaragua          | 25-9, 25-13, 25-16         |
| 22 juni | Guatemala          | 1-3       | Nicaragua          | 26-24, 16-25, 16-25, 15-25 |
| 22 juni | Trinidad en Tobago | 0-3       | Cuba               | 16-25, 17-25, 13-25        |
| 23 juni | Nicaragua          | 1-3       | Trinidad en Tobago | 16-25, 10-25, 26-24, 22-25 |
| 23 juni | Cuba               | 3-0       | Guatemala          | 25-6, 25-15, 25-20         |

Poule G
| plaats | land                 | pnt | gw | vw |
| ------ | -------------------- | --- | -- | -- |
| 1      | Verenigde Staten     | 6   | 3  | 0  |
| 2      | Costa Rica           | 5   | 2  | 1  |
| 3      | Nederlandse Antillen | 4   | 1  | 2  |
| 4      | Barbados             | 3   | 0  | 3  |

| datum  | team 1               | eindstand | team 2               | setstanden                        |
| ------ | -------------------- | --------- | -------------------- | --------------------------------- |
| 6 juli | Costa Rica           | 3-0       | Barbados             | 25-17, 25-19, 25-17               |
| 6 juli | Verenigde Staten     | 3-0       | Nederlandse Antillen | 25-10, 25-9, 25-5                 |
| 7 juli | Nederlandse Antillen | 0-3       | Costa Rica           | 16-25, 9-25, 23-25                |
| 7 juli | Barbados             | 0-3       | Verenigde Staten     | 6-25, 11-25, 12-25                |
| 8 juli | Barbados             | 2-3       | Nederlandse Antillen | 22-25, 25-20, 25-27, 25-21, 14-16 |
| 8 juli | Verenigde Staten     | 3-0       | Costa Rica           | 25-15, 25-9, 25-15                |

Poule H
| plaats | land                        | pnt | gw | vw |
| ------ | --------------------------- | --- | -- | -- |
| 1      | Dominicaanse Republiek      | 6   | 3  | 0  |
| 2      | Mexico                      | 5   | 2  | 1  |
| 3      | Amerikaanse Maagdeneilanden | 4   | 1  | 2  |
| 4      | Panama                      | 3   | 0  | 3  |

| datum   | team 1                 | eindstand | team 2                 | setstanden                        |
| ------- | ---------------------- | --------- | ---------------------- | --------------------------------- |
| 12 juni | Mexico                 | 3-1       | Panama                 | 25-15, 25-13, 17-25, 25-20        |
| 12 juni | Dominicaanse Republiek | 3-0       | US Maagdeneilanden     | 25-14, 25-10, 25-11               |
| 13 juni | US Maagdeneilanden     | 0-3       | Mexico                 | 11-25, 19-25, 13-25               |
| 13 juni | Panama                 | 0-3       | Dominicaanse Republiek | 11-25, 8-25, 9-25                 |
| 14 juni | US Maagdeneilanden     | 3-2       | Panama                 | 25-22, 25-22, 16-25, 15-25, 15-13 |
| 14 juni | Dominicaanse Republiek | 3-0       | Mexico                 | 25-12, 25-10, 25-18               |

Poule I
| plaats | land        | pnt | gw | vw |
| ------ | ----------- | --- | -- | -- |
| 1      | Puerto Rico | 6   | 3  | 0  |
| 2      | Canada      | 5   | 2  | 1  |
| 3      | Jamaica     | 4   | 1  | 2  |
| 4      | Bahama's    | 3   | 0  | 3  |

| datum  | team 1      | eindstand | team 2      | setstanden          |
| ------ | ----------- | --------- | ----------- | ------------------- |
| 7 juli | Canada      | 3-0       | Jamaica     | 26-24, 25-17, 25-10 |
| 7 juli | Puerto Rico | 3-0       | Bahama's    | 25-15, 25-7, 25-10  |
| 8 juli | Bahama's    | 0-3       | Canada      | 12-25, 4-25, 9-25   |
| 8 juli | Jamaica     | 0-3       | Puerto Rico | 18-25, 16-25, 9-25  |
| 9 juli | Bahama's    | 0-3       | Jamaica     | 23-25, 22-25, 23-25 |
| 9 juli | Puerto Rico | 3-0       | Canada      | 25-21, 25-19, 25-18 |

#### Play-off ronde
Poule J
| plaats | land               | pnt | gw | vw |
| ------ | ------------------ | --- | -- | -- |
| 1      | Canada             | 6   | 3  | 0  |
| 2      | Costa Rica         | 5   | 2  | 1  |
| 3      | Mexico             | 4   | 1  | 2  |
| 4      | Trinidad en Tobago | 3   | 0  | 3  |

| datum  | team 1             | eindstand | team 2             | setstanden                 |
| ------ | ------------------ | --------- | ------------------ | -------------------------- |
| 7 juli | Canada             | 3-0       | Costa Rica         | 25-18, 25-19, 25-22        |
| 7 juli | Mexico             | 3-0       | Trinidad en Tobago | 25-21, 25-15, 25-22        |
| 8 juli | Trinidad en Tobago | 0-3       | Canada             | 14-25, 20-25, 21-25        |
| 8 juli | Costa Rica         | 3-1       | Mexico             | 25-21, 25-21, 22-25, 25-18 |
| 9 juli | Costa Rica         | 3-0       | Trinidad en Tobago | 25-16, 25-17, 25-18        |
| 9 juli | Mexico             | 2-3       | Canada             | 13-25, 22-25, 25-22, 25-20 |

### Zuid-Amerika

#### Tweede ronde
Poule A
| plaats | land       | pnt | gw | vw |
| ------ | ---------- | --- | -- | -- |
| 1      | Argentinië | 10  | 5  | 0  |
| 2      | Venezuela  | 9   | 4  | 1  |
| 3      | Colombia   | 8   | 3  | 2  |
| 4      | Uruguay    | 7   | 2  | 3  |
| 5      | Chili      | 6   | 1  | 4  |
| 6      | Bolivia    | 5   | 0  | 5  |

| datum  | team 1     | eindstand | team 2    | setstanden                       |
| ------ | ---------- | --------- | --------- | -------------------------------- |
| 31 mei | Uruguay    | 3-0       | Chili     | 25-14, 25-20, 25-11              |
| 31 mei | Argentinië | 3-0       | Bolivia   | 25-6, 25-9, 25-8                 |
| 31 mei | Venezuela  | 3-1       | Colombia  | 25-22, 19-25, 25-19, 25-18       |
| 1 juni | Venezuela  | 3-0       | Chili     | 25-21, 25-14, 25-21              |
| 1 juni | Bolivia    | 1-3       | Uruguay   | 13-25, 8-25, 26-24, 15-25        |
| 1 juni | Argentinië | 3-0       | Colombia  | 25-18, 25-19, 25-11              |
| 2 juni | Venezuela  | 3-1       | Uruguay   | 20-25, 25-15, 25-19, 25-22       |
| 2 juni | Colombia   | 3-0       | Bolivia   | 25-10, 25-13, 25-23              |
| 2 juni | Argentinië | 3-0       | Chili     | 25-13, 25-17, 25-12              |
| 3 juni | Venezuela  | 3-0       | Bolivia   | 25-20, 25-8, 25-10               |
| 3 juni | Colombia   | 3-0       | Chili     | 25-15, 25-21, 25-14              |
| 3 juni | Argentinië | 3-0       | Uruguay   | 29-27, 25-15, 25-10              |
| 4 juni | Chili      | 3-0       | Bolivia   | 25-12, 25-19, 25-23              |
| 4 juni | Colombia   | 3-2       | Uruguay   | 20-25, 25-18, 19-25, 25-23, 15-9 |
| 4 juni | Argentinië | 3-0       | Venezuela | 25-20, 25-15, 25-20              |

#### Derde ronde
Poule B
| plaats | land       | pnt | gw | vw |
| ------ | ---------- | --- | -- | -- |
| 1      | Brazilië   | 6   | 3  | 0  |
| 2      | Peru       | 5   | 2  | 1  |
| 3      | Argentinië | 4   | 1  | 2  |
| 4      | Venezuela  | 3   | 0  | 3  |

| datum   | team 1     | eindstand | team 2     | setstanden                        |
| ------- | ---------- | --------- | ---------- | --------------------------------- |
| 22 juli | Argentinië | 2-3       | Peru       | 25-16, 19-25, 22-25, 25-20, 12-15 |
| 22 juli | Brazilië   | 3-0       | Venezuela  | 25-14, 25-6, 25-17                |
| 23 juli | Peru       | 3-1       | Venezuela  | 18-25, 25-17, 25-11, 25-17        |
| 23 juli | Brazilië   | 3-1       | Argentinië | 20-25, 25-9, 25-16, 25-11         |
| 24 juli | Argentinië | 3-1       | Venezuela  | 25-16, 27-25, 14-25, 25-14        |
| 24 juli | Brazilië   | 3-0       | Peru       | 25-14, 25-23, 25-20               |

Halve finales
| datum   | team 1   | eindstand | team 2     | setstanden          |
| ------- | -------- | --------- | ---------- | ------------------- |
| 25 juli | Brazilië | 3-0       | Venezuela  | 25-11, 25-9, 25-10  |
| 25 juli | Peru     | 3-0       | Argentinië | 25-17, 25-22, 25-19 |

Finales
| datum   | team 1    | eindstand | team 2     | setstanden                 |
| ------- | --------- | --------- | ---------- | -------------------------- |
| 26 juli | Venezuela | 3-1       | Argentinië | 25-23, 16-25, 25-22, 25-21 |
| 26 juli | Brazilië  | 3-0       | Peru       | 25-14, 25-12, 25-12        |

1952 · 
1956 · 
1960 · 
1962 · 
1967 · 
1970 · 
1974 · 
1978 · 
1982 · 
1986 · 
1990 · 
1994 · 
1998 · 
2002 · 
2006 ·
2010 ·
2014 ·
2018 ·
2022